# Vuelo 301 de Turkish Airlines
El vuelo 301 de Turkish Airlines fue un vuelo de pasajeros operado por un Fokker F28-1000 Fellowship de Turkish Airlines (matrícula TC-JAO), que se estrelló durante el despegue en el Aeropuerto de Cumaovası de İzmir el 26 de enero de 1974, mientras se dirigía al Aeropuerto de Estambul Yeşilköy, falleciendo 67 de sus 73 pasajeros y tripulantes. La aeronave pasó la noche anterior al accidente a la intemperie, a temperaturas gélidas, lo que provocó acumulación de escarcha en las alas, algo que la tripulación no detectó antes del despegue. Durante el despegue, los pilotos sobregiraron el avión, lo que provocó una pérdida de sustentación. Esto, sumado a la escarcha, provocó que la aeronave ascendiera a tan solo 8-10 m antes de inclinarse hacia abajo y virar a la izquierda, estrellándose contra el suelo y incendiándose posteriormente. En 1990, se afirmó que el accidente fue causado por el estado de ebriedad de dos de los pilotos. Los resultados de la autopsia confirmaron que se encontró alcohol en la sangre del capitán y del ingeniero de vuelo, pero que no fue la causa del accidente.

## Aeronave y tripulación
La aeronave era un Fokker F28-1000 Fellowship con matrícula TC-JAO. Realizó su primer vuelo el 5 de septiembre de 1972, se incorporó a Turkish Airlines el 9 de enero de 1973 y había acumulado 2,269 horas de vuelo en 3,133 vuelos antes del accidente. El Fokker F28 había sido nombrado Van en honor a la ciudad de Van;su certificado de aeronavegabilidad era válido hasta el 13 de diciembre de 1974.
El capitán y comandante del vuelo era İlhan Günaydın (37 años). Era un ex piloto de la Fuerza Aérea Turca, graduado de la academia aérea en 1958. Voló 2,600 horas en aeronaves militares antes de retirarse y unirse a Turkish Airlines en 1970. Se convirtió en capitán de Fokker F28 en 1972 y había acumulado 577 horas de vuelo en ese tipo de avión. El copiloto era Kaya Künelgin (36 años), también ex piloto militar con 2,794 horas en aeronaves de la Fuerza Aérea. Se retiró en 1973 y se unió a Turkish Airlines, acumulando 395 horas de vuelo en el F28.El ingeniero de vuelo Erdal Parlakbilek también se encontraba en la cabina. Había dos tripulantes de cabina: Aynur Sürücü y Serap Özgenç.
El día anterior al accidente, la misma tripulación y aeronave realizaron el vuelo Esmirna–Atenas–Esmirna sin reportar problemas, y pasaron la noche en Esmirna. Sin embargo, la esposa del capitán declaró que él la llamó esa noche y le dijo: “el avión está defectuoso, ya veremos qué hacemos”. La misma aeronave había sido obligada “recientemente” a regresar al Aeropuerto Ferit Melen de Van tras el despegue, luego de que una de sus puertas se abriera en pleno vuelo.Según un funcionario anónimo de Turkish Airlines, un grupo de técnicos holandeses había viajado a Estambul “hace algún tiempo” para realizar tareas de mantenimiento en la aeronave con el fin de corregir sus fallas.

## Accidente
El piloto al mando, İlhan Günaydın, completó la inspección previa al vuelo y el avión estaba listo para despegar a las 07:07 hora local (05:07 GMT) con destino a Estambul. La aeronave rodó hasta la pista 35 e inició su rodaje tras recibir autorización de la torre. La aeronave comenzó a despegar tras utilizar 3200 pies de pista y ascendió hasta una altitud máxima de 8–10 pies, tras lo cual comenzó a inclinarse hacia la izquierda y a descender. El ala izquierda hizo contacto con el suelo primero, seguida por la panza izquierda del fuselaje, que impactó contra el talud de una zanja de drenaje a 50 cm de profundidad, ubicada a 28 m de la pista. El impacto rompió el tanque de combustible ubicado dentro del ala izquierda, lo que provocó el incendio del avión. El avión comenzó a fragmentarse al separarse primero la sección de cola. Esta sección adelantó al fuselaje y lo impactó entre la cabina de mando y la de pasajeros, provocando su desintegración y volcando esta última. La sección de la nariz avanzó más hasta que chocó contra una pila de tambores vacíos de 2 metros (6,6 pies) de alturay a 150 metros (492,1 pies) de la pista.

## Restos y labores de rescate
Testigos del accidente corrieron al lugar del siniestro para ayudar en la evacuación.Los servicios de emergencia del aeropuerto ya estaban en alerta cuando la aeronave encendió sus motores y llegaron rápidamente al lugar del accidente. Diez minutos después, un equipo de bomberos procedente de la Base Aérea de Gaziemir y de la ciudad llegó para colaborar en la extinción del fuego. El incendio fue controlado en un plazo de 30 minutos. La caja negra fue hallada en buen estado.
Todo el avión, excepto la sección del cockpit y la cola, fue destruido por el fuego, lo que imposibilitó rescatar a todos los ocupantes con los medios disponibles en el aeropuerto.El Ministro de Transporte Ferda Güley, quien había asumido el cargo tan solo un día antes del accidente, solicitó la presencia de un neurocirujano para atender a un miembro de la tripulación en estado crítico.La remoción de los restos comenzó el 28 de enero; la pista fue despejada y el aeropuerto reabierto ese mismo día.

## Víctimas
La mayoría de los pasajeros a bordo del vuelo eran inmigrantes turcos residentes en Alemania, que estaban de vacaciones en sus trabajos. Los informes iniciales mencionaban que 62 personas habían fallecido: 51 murieron en el lugar del accidente, mientras que otras 11, incluidos los tres pilotos, fallecieron en el hospital después de ser rescatados en estado crítico de entre los restos del avión.Posteriormente, el 1 de febrero se reportó la muerte de un pasajero adicional.La identificación de los cuerpos fue difícil, ya que la mayoría estaban completamente calcinados y varios de ellos se habían fusionado entre sí a causa del calor.
Según el informe final, de los 68 pasajeros, 62 murieron, mientras que seis, incluido un bebé, sobrevivieron. Solo uno de los cinco tripulantes, Aynur Sürücü, sobrevivió al impacto inicial,pero falleció más tarde, el 12 de diciembre de 1975, debido a las heridas sufridas.Desde el accidente, había permanecido en estado vegetativo y estaba siendo tratada en un hospital de Ginebra, Suiza, hasta su fallecimiento.Su familia culpó a la aerolínea por "no haberse preocupado por ella".
Las familias de las víctimas recibieron 50.000 liras turcas como adelanto de indemnización por parte de una compañía aseguradora. Fue el accidente más grave que involucró un Fokker F28 y el segundo desastre aéreo más mortal en Turquía en ese momento. A 2023 de 10, sigue siendo el segundo accidente más mortal con ese modelo de avión y el quinto más grave en la historia del país.

## Investigación
La primera orden del recién elegido Primer Ministro de Turquía Bülent Ecevit fue que el ministro de Transporte visitara el lugar del accidente e iniciara una investigación para determinar la causa.El día después del accidente, un instructor de vuelo que viajaba como pasajero afirmó que el avión rotó demasiado pronto y sufrió una pérdida aerodinámica como resultado.Cinco comisiones diferentes se reunieron con Güley el 27 de enero en Esmirna. Tras la reunión, Güley anunció que ambas cajas negras fueron recuperadas y enviadas a Estambul.Se descubrió que la grabadora de voz de la cabina estaba defectuosa, ya que el dispositivo no había grabado nada; los investigadores no pudieron escuchar la cinta, que solo producía un sonido zumbante.
El 12 de marzo de 1975, Gündüz Sevilgen, miembro de la 15ª Asamblea Nacional de Turquía por el Partido del Bienestar Nacional, presentó varias preguntas a la Gran Asamblea Nacional de Turquía relacionadas con Turkish Airlines, incluyendo las causas de los accidentes.El 18 de marzo recibió una respuesta del Ministro de Transporte, Sabahattin Özbek. La respuesta incluía una breve lista de las causas de todos los accidentes de Turkish Airlines hasta esa fecha.La causa atribuida al Vuelo 301 fue: "despegue realizado con un ángulo de ascenso fuera de los límites y formación de hielo en el ala, lo que provocó que el avión se estrellara por falta de velocidad."

### Informe final
El informe final fue traducido al inglés y publicado por la Organización de Aviación Civil Internacional en 1977. Después del accidente, se enviaron algunos componentes del avión a Rolls-Royce y a Fokker para su análisis, el cual no reveló fallos en las partes examinadas.Según los reportes meteorológicos, durante la noche la temperatura era de 0 grados Celsius (32,0 °F) con 95 % de humedad, mientras el avión permanecía en el exterior. Los investigadores determinaron que esas condiciones eran suficientes para la formación de escarcha en las alas y en los elevadores, como le sucedió a otro Fokker F28 al día siguiente en condiciones similares. Esta acumulación de escarcha no fue detectada por el capitán durante su inspección previa al vuelo.
La causa probable señalada en el informe final fue que "el avión entró en pérdida durante el despegue debido a una rotación excesiva y a la acumulación de escarcha en las alas." Los cálculos basados en la temperatura y la carga indicaron que el avión habría alcanzado su velocidad de despegue tras recorrer 2800 pies (853,4 m) de pista. La grabadora de datos de vuelo mostró que el avión rotó tras una carrera de 3200 pies (975,4 m) a una velocidad de 124 nudos (229,6 km/h). La velocidad aumentó hasta 133 nudos (246,3 km/h), pero luego descendió de nuevo a 124 nudos mientras se desviaba hacia la izquierda. Los investigadores atribuyeron esta pérdida de velocidad a un ángulo de ataque "mayor al normal", lo que significa que los pilotos rotaron en exceso la aeronave, provocando la pérdida aerodinámica. La baja altitud del avión hizo imposible que los pilotos pudieran recuperarse. Si no hubiese habido acumulación de escarcha, el avión habría despegado con seguridad a pesar de los demás factores.

### Alegaciones de 1990
El 18 de mayo de 1990, el periódico Milliyet, basándose en las declaraciones de Güley en su libro Kendini Yaşamak: Anılar, informó que la causa del accidente fue que los pilotos estaban ebrios. Güley escribió que la autopsia reveló que tanto el capitán como el ingeniero de vuelo tenían alcohol en la sangre. Afirmó que guardó el secreto junto con Ecevit para no "perder la confianza del pueblo", ya que un accidente como ese "habría dejado una mancha negra que Turkish Airlines no habría podido limpiar durante años". Además, Güley afirmó que los servicios de emergencia en el aeropuerto eran insuficientes, lo que provocó más muertes. La confesión hizo que el tema del accidente llegara a la Gran Asamblea Nacional de Turquía, donde el ministro de Transporte Cengiz Tuncer reveló los archivos estatales relacionados con el siniestro. Los documentos confirmaron que el capitán Günaydın tenía 242 mg/kg de alcohol en la sangre, mientras que el ingeniero de vuelo Parlakbilek tenía 26 mg/kg. Según los documentos, el consumo de alcohol por parte de los pilotos no estuvo relacionado con la causa del accidente.